# ジョー・ピニャタノ
ジョー・ピニャタノ（Joe Pignatano 、本名：Joseph Benjamin Pignatano 、1929年8月4日 - 2022年5月23日）は、アメリカ合衆国ニューヨーク州ニューヨーク市ブルックリン生まれのプロ野球選手（捕手）。右投右打。
6年の現役生活の後、ニューヨーク・メッツのブルペンコーチを長く務めた。

## 経歴
1948年、高校在学中にブルックリン・ドジャーズと契約、メジャーリーグにデビューしたのは9年後の1957年、27歳になってからであった。ドジャーズでは控え捕手でシーズン50試合前後の出場だったが、1961年にカンザスシティ・アスレチックスに移籍し83試合に出場している。1959年のワールドシリーズでは守備固めで1イニングだけ出場、打席には立っていない。
ピニャタノは1962年9月30日の対シカゴ・カブス戦で、『現役最後の打席をトリプルプレーで終えた選手』としても知られている。
1962年で現役選手を引退し、1965年以降ブルペンコーチなどを長く務めた。特にニューヨーク・メッツには1968年から14シーズン在籍し、1969年の「ミラクル・メッツ」の立役者の一人にもなったが、この頃からピニャタノはシェイ・スタジアムのブルペンの中に小さな菜園を作って、トマトを栽培し始めていたという。この菜園は後にグラウンドキーパーらの手でさらに規模が大きくされ、1990年代にはヒマワリやトウモロコシまで植えられた。
1974年に日米野球で来日し、その際行われた王貞治とハンク・アーロンのホームラン競争において、アーロンの投手役を務めたのがピニャタノである。
2022年5月23日、92歳で死去。認知症であった事が報じられている。

## 詳細情報

### 打撃成績
| 試合 | 打数 | 安打 | 二塁打 | 三塁打 | 本塁打 | 得点 | 打点 | 盗塁 | 三振 | 四球 | 死球 | 犠打 | 打率 | 出塁率 | 長打率 |
| ---- | ---- | ---- | ------ | ------ | ------ | ---- | ---- | ---- | ---- | ---- | ---- | ---- | ---- | ------ | ------ |
| 307  | 689  | 161  | 25     | 4      | 16     | 81   | 62   | 8    | 116  | 94   | 8    | 16   | .234 | .332   | .351   |

### 記録
- ワールドシリーズ出場：1回（1959年）